# Родоальд (герцог Фріульський)
Родоальд (†694), герцог Фріульський (до 694).
Спадкував престол після смерті Ландарія. У 694 на герцогство напав Ансфрід. Родоальд утік до Істрії, де найняв корабель, на якому прибув до Равенни, а потім до двору короля лангобардів Куніберта в Павії.